# Warmiacy

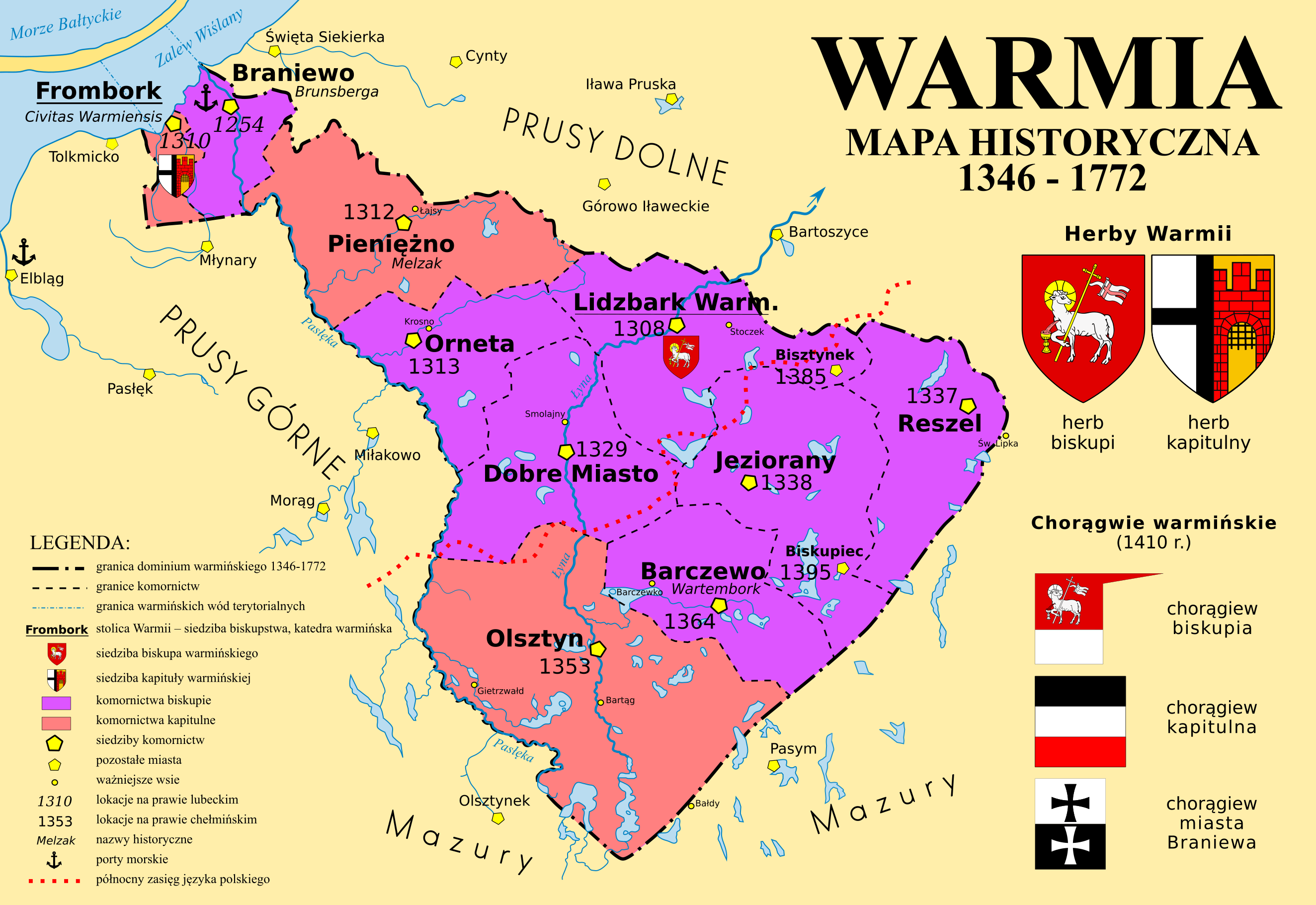
Mapa Warmii historycznej z zaznaczonym północnym zasięgiem występowania gwary warmińskiej języka polskiego

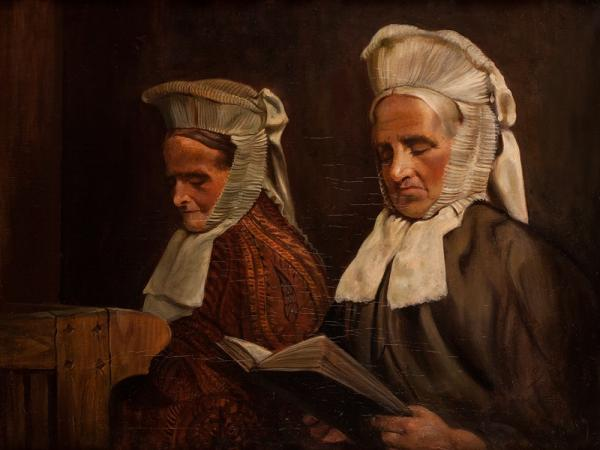
Warmianki w stroju do kościoła, obraz Hedwig Neuhof z ok. 1900

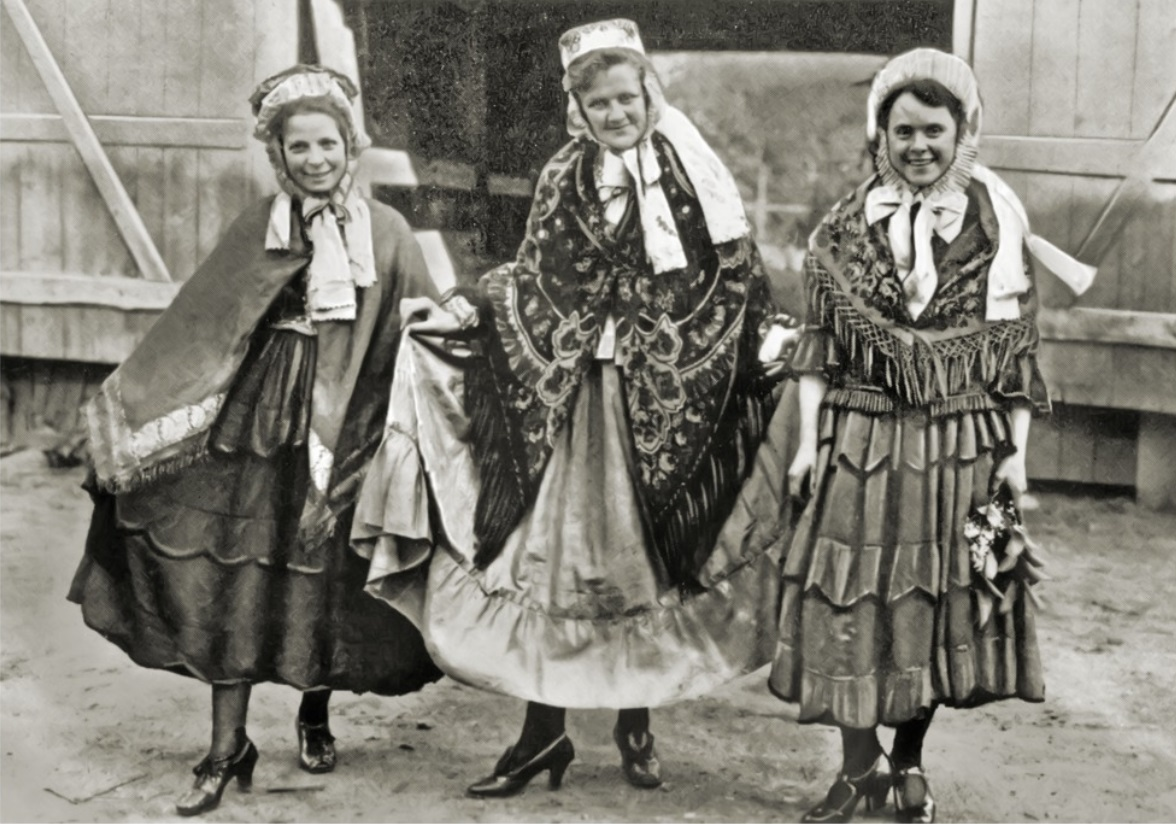
Warmińskie kobiety w tradycyjnych strojach (lata 20. XX w.)

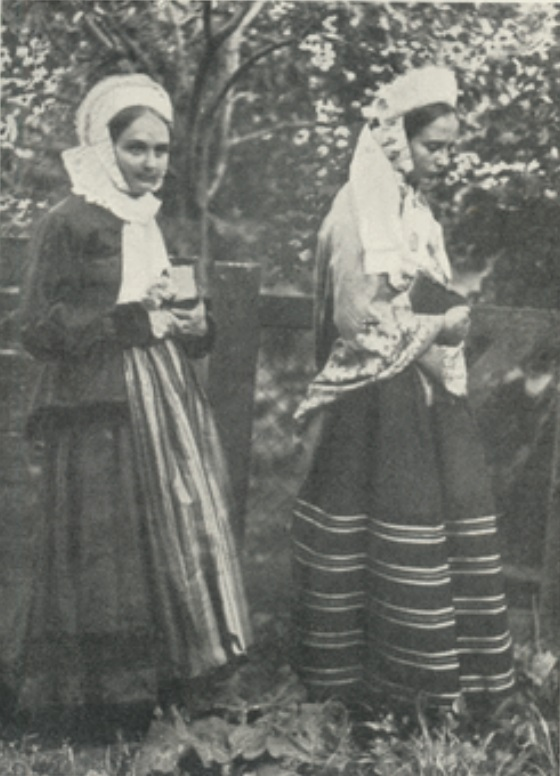
Warmianki w stroju niedzielnym, ok. 1920

Warmiacy – grupa etniczna dawnych mieszkańców Warmii, która ukształtowała się w okresie przynależności Warmii do Korony Królestwa Polskiego przed 1772 rokiem.
Warmiacy (polscy) z południa mówili po polsku, gwarą warmińską dialektu mazowieckiego, zaś Warmiacy (niemieccy) z północy mówili po niemiecku, gwarą Breslausch dialektu wysokopruskiego oraz gwarami Mundart des Kürzungsgebietes, Westkäslausch i Ostkäslausch zaliczanymi do dialektu dolnopruskiego.
W odróżnieniu od mieszkańców sąsiednich Prus Górnych i Prus Dolnych oraz Mazur, dominującym wyznaniem mieszkańców biskupiej Warmii był katolicyzm.
W Polsce określenie Warmiacy odnosi się przede wszystkim do polskojęzycznych mieszkańców południowej Warmii, którzy od XIV wieku zasiedlili ten teren, a od pokrewnej grupy etnicznej Mazurów odróżniali się odrębną gwarą warmińską oraz wyznawanym katolicyzmem (wśród Mazurów dominował luteranizm). Różnice między Warmiakami i Mazurami pogłębiły także podziały polityczne: Warmiacy od 1466 do 1772 roku mieszkali w należących do Polski Prusach Królewskich.
Przed okresem rozbudzenia świadomości narodowej (koniec XIX i początek XX wieku) zarówno polskojęzyczni Warmiacy i Mazurzy, jak i niemieckojęzyczni mieszkańcy Prus Wschodnich uważali się zwykle za „tutejszych” lub ogólnie „Prusaków” (co nie oznaczało wówczas Niemców). Oddzielenie od innych zaborów oraz niewielkie zainteresowanie ze strony polskich działaczy niepodległościowych sprawiało, że Warmiacy zwykle nie czuli szczególnej więzi z Polską, co znacznie przyczyniło się do faktu, że podczas plebiscytu w 1920 roku zdecydowana większość Warmiaków opowiedziała się przeciwko przyłączeniu do Polski, a za pozostaniem w „Prusach”.
Obecnie określenie „Warmiacy” jest w większości przypadków historyczne. Współcześnie ze względu na napływ nowej ludności (po 1945) i wyjazdy większości Warmiaków i Mazurów do RFN/Niemiec Zachodnich (czyli zanik odrębności kulturowo-religijnych) trudno jest mówić o grupie ludności wyróżniającej się językiem (gwarą), kulturą czy religią. Wraz z postępującymi procesami globalizacji i równoczesnym renesansem lokalności i regionalności można jednak obserwować silniejsze akcentowanie przeszłości Warmii i samookreślanie się współczesnych mieszkańców tego regionu jako Warmiaków.

## Znani Warmiacy
(w porządku alfabetycznym:)

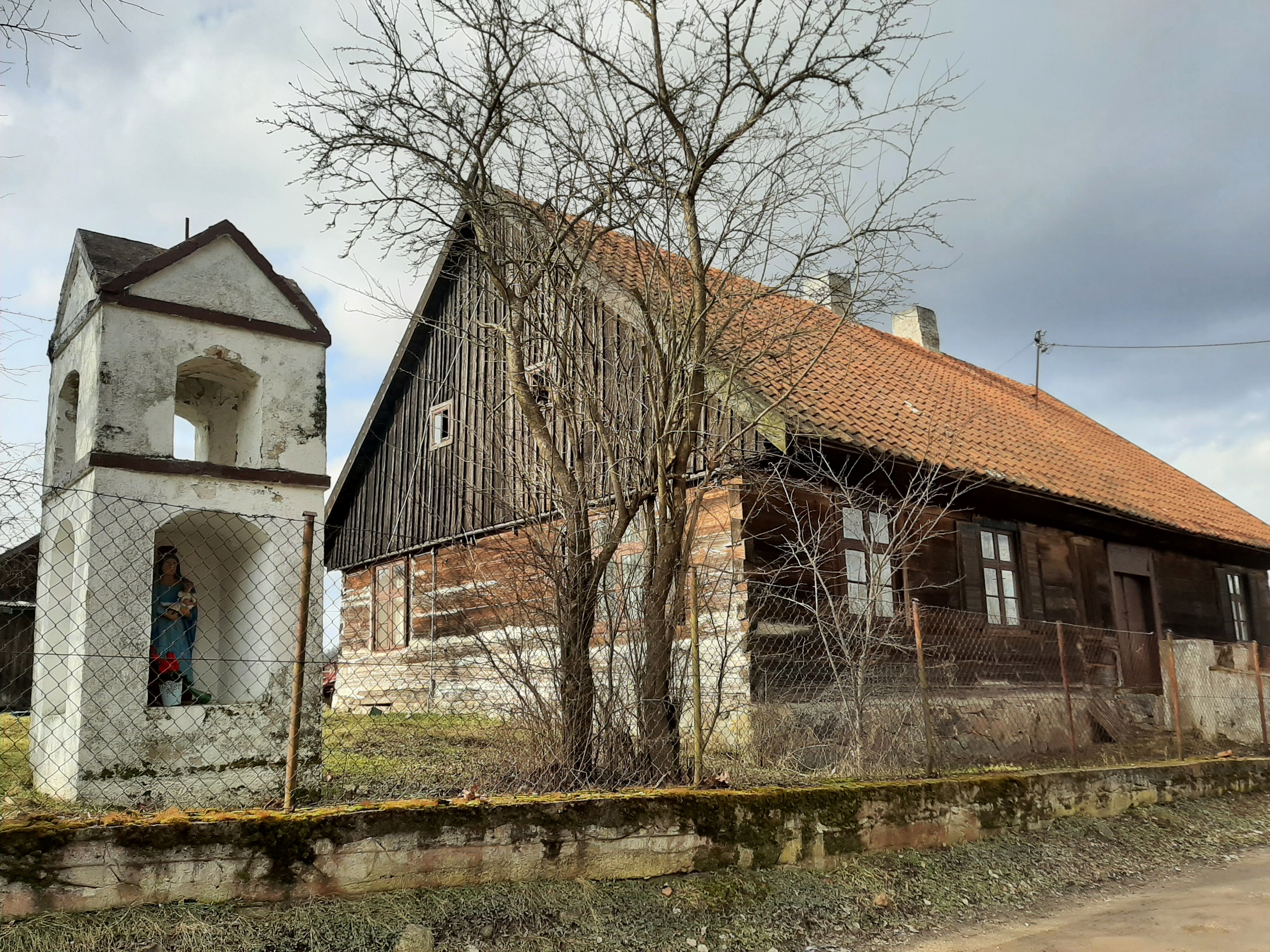
Warmiński drewniany dom i kapliczka w Kajnach

- Walenty Barczewski – działacz narodowy, historyk, pisarz, folklorysta, redaktor i wydawca, wieloletni proboszcz w Brąswałdzie.
- Rainer Barzel – polityk CDU
- Antoni Blank – malarz
- Jan Boenigk – nauczyciel
- Jan Chłosta – historyk
- Edward Cyfus – regionalista, pisarz
- Hugo Haase – polityk SPD
- Johann Hirschberg, archiprezbiter w Barczewie (1888–1910), polityk
- Marek Jackowski – gitarzysta i piosenkarz, lider zespołu Maanam
- Jan Liszewski – założyciel Gazety Olsztyńskiej
- Maciej Jan Meyer – malarz epoki baroku
- Zbigniew Mikołejko – filozof i historyk religii, eseista i poeta
- Herbert Monkowski - historyk, publicysta, działacz warmiński w Niemczech
- Feliks Nowowiejski – kompozytor, dyrygent
- Seweryn Pieniężny – polski patriota, dziennikarz
- Ignacy Pietraszewski – orientalista, podróżnik, tłumacz z Biskupca
- Piotr Poleski – kupiec i rajca olsztyński, założyciel fundacji Poleskich
- Regina Protmann – błogosławiona zakonnica, założycielka zakonu św. Katarzyny
- Andrzej Samulowski – poeta ludowy i działacz z Gietrzwałdu
- Franciszek Sarnowski – polski działacz oświatowy w Niemczech
- Georg Sterzinsky – kardynał, arcybiskup Berlina
- Franciszek Szczepański – bibliotekarz, warmiński działacz społeczny z Lamkowa
- Joanna Wilengowska – pisarka i dziennikarka.
- Hans-Jürgen Wischnewski – polityk SPD
- Rainer Woelki - arcybiskup Kolonii, kardynał